# Dohna-Reichertswalde
Koordinaten: 54° 1′ 8,1″ N, 19° 54′ 43,6″ O
Dohna-Reichertswalde war ein Familienfideikommiss, das als Majorat in der gleichnamigen Seitenlinie der Adelsfamilie Dohna weitervererbt wurde. Die zugehörigen Besitzungen lagen zum überwiegenden Teil im Kreis Mohrungen, ein Teil auch im Kreis Preußisch Holland.
Kurz vor dem kinderlosen Tod von Feodor, Burggraf und Graf zu Dohna-Reichertswalde, am 19. Juni 1878 beschloss die Familie Dohna am 10. September 1877, das Fideikommiss Dohna-Reichertswalde mit dem Fideikommiss Dohna-Lauck zu vereinigen. Dieser Beschluss wurde vom Königlich Ostpreußischen Tribunal am 27. Dezember 1878 bestätigt. Neuer Besitzer von Reichertswalde wurde so Friedrich zu Dohna-Lauck.

## Zugehörige Besitzungen
Die Statistik für den Regierungsbezirk Königsberg von 1848 verzeichnet noch (kurz vor dessen Auflösung im Jahre 1849) ein Patrimonialgericht Reichertswalde zu Mohrungen, das die niedere Gerichtsbarkeit über die Grafschaft Dohna-Reichertswalde ausübte. Es gehörten dazu:

### Im Kreis Mohrungen
- Abrahamsheide, Dorf, eingepfarrt nach Silberbach, 7 Wohngebäude, 68 Einwohner, alle evangelisch und deutschsprachig.
- Gillgehnen, Groß, Vorwerk, eingepfarrt nach Liebstadt, 4 Wohngebäude, 60 Einwohner, davon 55 evangelisch und 5 katholisch, alle deutschsprachig.
- Goldbach, Dorf, eingepfarrt nach Silberbach, 21 Wohngebäude, 195 Einwohner, alle evangelisch und deutschsprachig.
- Gottsgabe, Vorwerk, eingepfarrt nach Silberbach, 4 Wohngebäude, 37 Einwohner, alle evangelisch und deutschsprachig.
- Gudnick, Vorwerk, eingepfarrt nach Liebstadt, 6 Wohngebäude, 99 Einwohner, alle evangelisch und deutschsprachig.
- Hartwich, Vorwerk, eingepfarrt nach Liebstadt, 8 Wohngebäude, 62 Einwohner, alle evangelisch und deutschsprachig.
- Herrmenau, Klein, Vorwerk, eingepfarrt nach Silberbach, 1 Wohngebäude, 7 Einwohner, alle evangelisch und deutschsprachig.
- Inrücken, Vorwerk, eingepfarrt nach Kahlau, 2 Wohngebäude, 29 Einwohner, davon 28 evangelisch und 1 katholisch, alle deutschsprachig.
- Reichertswalde, standschaftsfähiges Rittergut, eingepfarrt nach Silberbach, 47 Wohngebäude, 396 Einwohner, davon 395 evangelisch, 1 katholisch, alle deutschsprachig.
- Silberbach, Vorwerk und Dorf, Mutterkirche, Patronat gräflich Dohna-Reichertswalde, 45 Wohngebäude, 396 Einwohner, alle evangelisch und deutschsprachig.
- Sorrehnen, Vorwerk, eingepfarrt nach Liebstadt, 4 Wohngebäude, 29 Einwohner, davon 27 evangelisch, 2 katholisch, alle deutschsprachig.
- Stobnitten, Vorwerk, eingepfarrt nach Silberbach, 9 Wohngebäude, 81 Einwohner, alle evangelisch und deutschsprachig.
- Weeskenthal, Vorwerk, eingepfarrt nach Silberbach, 1 Wohngebäude, 7 Einwohner, alle evangelisch und deutschsprachig.
- Woritten, Vorwerk, eingepfarrt nach Mohrungen, 6 Wohngebäude, 57 Einwohner, alle evangelisch und deutschsprachig.

Quelle:

### Im Kreis Preußisch Holland
- Gillgehnen, Klein, standschaftsfähiges Rittergut, eingepfarrt nach Reichwalde, 3 Wohngebäude, 37 Einwohner, alle evangelisch und deutschsprachig.
- Rudolphs, adlige Mühle, eingepfarrt nach Schmauch, 1 Wohngebäude, 10 Einwohner, alle evangelisch und deutschsprachig.
- Weeskenitt, standschaftsfähiges Rittergut, eingepfarrt nach Schmauch, 7 Wohngebäude, 108 Einwohner, davon 107 evangelisch, 1 katholisch, alle deutschsprachig.

Quelle:

## Stammliste
- Fabian II. von Dohna (1577–1631), Direktor des preußischen Landrats (Begründer der Reichertswalder Linie, zwei Söhne)
  - Friedrich von Dohna (1619–1688), erwarb Herrschaftshäuser in Coppet und Prangins (Schweiz) und wird Bernburger
  - Fabian III. von Dohna (1617–1668), kurbrandenburgischer Staatsmann[4]
    - Christoph Friedrich zu Dohna-Lauck (1652–1734)[5]
      - Friedrich Ludwig zu Dohna-Reichertswalde (1697–1766)[6]
        - Friedrich Leopold zu Dohna-Reichertswalde (1738–1807)[7]
          - Leopold zu Dohna-Reichertswalde (1775–1842)[8]
            - Otto zu Dohna-Reichertswalde (1802–1875)
            - Feodor zu Dohna-Reichertswalde (1807–1878), letzter Familienfideikommiss Herr in Reichertswalde, Ritter des Schwarzen Adlerordens
            - Herminia zu Dohna-Reichertswalde (1807–1882)